# باتريشيا فرانكلين
باتريشيا فرانكلين (بالإنجليزية: Patricia Franklin)‏ هي ممثلة بريطانية، ولدت في 1942 بلندن في المملكة المتحدة.

## وصلات خارجية
- باتريشيا فرانكلين على موقع IMDb (الإنجليزية)
- باتريشيا فرانكلين على موقع روتن توميتوز (الإنجليزية)
- باتريشيا فرانكلين على موقع ألو سيني (الفرنسية)
- باتريشيا فرانكلين على موقع قاعدة بيانات الفيلم (الإنجليزية)